# Google Images
Google Images (tradus ca Imagini Google) este un serviciu de căutare deținut de Google Inc. care a fost introdus în iulie 2001, și care permite utilizatorilor să caute în Web imaginile conținute de acesta.
Cuvintele cheie pentru căutarea de imagini se bazează pe numele de fișier al imaginii, textul  link de la imagine, și textul adiacent la imagine.

## Extinderea și interfața cu utilizatorul (2001-2011)

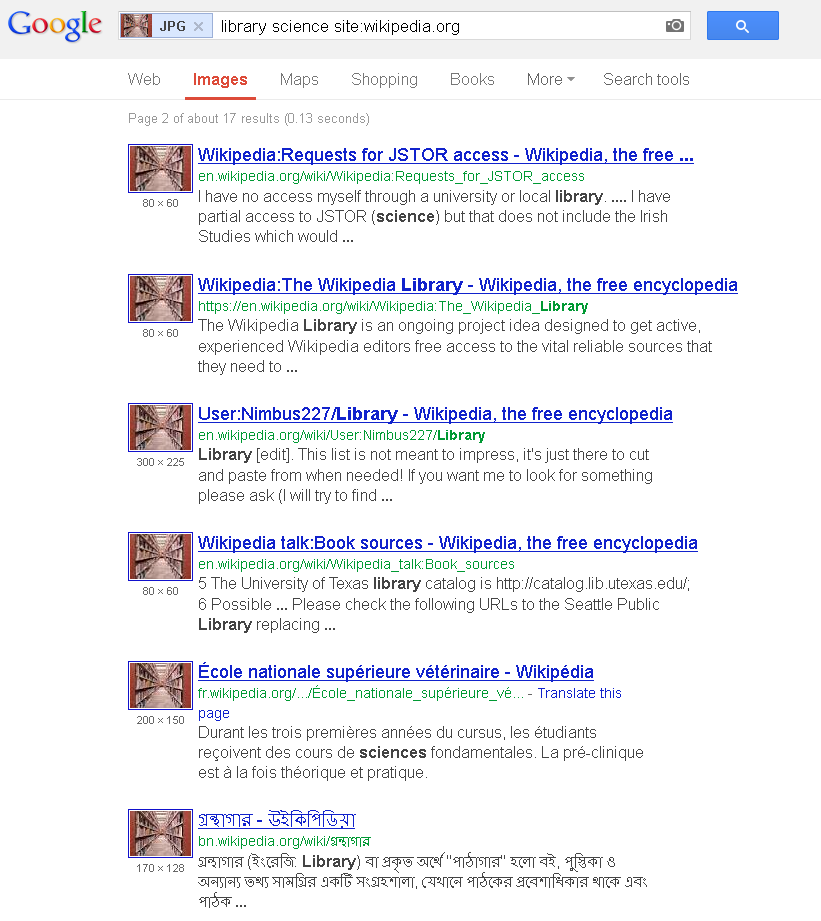
Căutare inversă de imagine folosind Google Images.

În 2001, 250 de milioane de imagini au fost indexate. În 2005, această cifră a crescut la 1 miliard. Până în 2010, indicele a ajuns la 10 miliarde de imagini. Astfel că din iulie 2010, serviciul primește peste un miliard de vizualizari pe zi. Google a introdus un fel de facilitate subiect pentru o privire de ansamblu la schema categoriei vizuale pentru dubiu de căutare din mai 2011.
La începutul anului 2007 Google a implementat o versiune actualizată a interfeței de utilizator pentru căutare de imagini, în cazul în care informațiile despre imagine, cum ar fi rezoluția și URL, au fost ascunse până când utilizatorul a mutat mausul peste miniatură. Acest lucru a fost întrerupt după câteva săptămâni.
La 27 octombrie 2009, Google Images a adăugat o caracteristică de căutare de imagini care poate fi utilizată pentru a găsi imagini similare.
La 20 iulie 2010, Google a actualizat interfața cu utilizatorul din nou, ascunzând detaliile de imagine, până când mausul este peste miniatură, ca mai înainte. Această facilitate poate fi dezactivată prin apăsarea "Ctrl + End" de pe tastatura utilizatorului și făcând clic pe "comutare spre versiunea de bază".
În iunie 2011, Google Images a început, pentru a permite căutări inverse de imagine, directă căutare-bar  de imagine (care este, fără terț add-on, cum ar fi cel disponibil anterior pentru Mozilla Firefox). Această caracteristică permite utilizatorilor să caute prin glisarea și lăsarea unei imagini în căutare-bar, încărcarea unei imagini, selectarea unui URL, sau „click-dreapta” pe o imagine.

## Algoritm nou și acuzații de cenzură (2012-prezent)
La 11 decembrie 2012, algoritmul motorului de căutare Google Images a fost schimbat din nou, în speranța de a preveni apariția de imagini pornografice, atunci când sunt utilizați termeni de căutare non-pornografici. Potrivit Google, imagini pornografice ar apărea în continuare, atâta timp cât termenul căutat este în mod specific pornografic. În timp ce afirmând în mod explicit că aceasta nu înseamnă "a cenzura orice conținut pentru adulți", s-a remarcat imediat că, chiar și atunci când se introduc termeni precum sex oral, sau chiar cuvântul pornografie în sine, nu s-a dovedit nici un rezultat explicit. Singura alternativă este să se inițieze un filtru mai strict chiar, care va refuza să căute elementele menționate anterior. Acesta a fost, de asemenea, remarcat faptul că utilizatorii nu mai pot exclude cuvinte cheie de la căutarea lor, ca înainte.